# Tribunale (metropolitana di Napoli)
Tribunale è una stazione in costruzione della linea 1 della metropolitana di Napoli.

## Storia
Il cantiere è stato inaugurato il 30 giugno 2016.

## Strutture e impianti
La stazione, progettata dall'architetto svizzero Mario Botta, si trova in via Domenico Aulisio, nel quartiere Poggioreale, adiacente al Palazzo di Giustizia (da lì il nome Tribunale) e si inserisce nel piano di riqualificazione urbana che sta coinvolgendo tutta la zona orientale della città e si sviluppa su due livelli principali: il piano biglietteria e il piano banchina. Il primo, situato a livello stradale, è caratterizzato da una struttura completamente fuori terra, la cui copertura è composta da padiglioni lenticolari poggiata su di un grande porticato, mentre le sue pareti (fatta eccezione per quella rivolta a nord verso gli edifici circostanti) presentano ampie superfici vetrate e gli ingressi. Il piano banchina, collocato a una profondità di circa 8 metri, ospita tre binari (in quanto originariamente concepita come capolinea della Linea Napoli-Giugliano-Aversa) e due banchine, di cui una laterale dedicata al binario pari e una ad isola che serve sia il binario dispari sia le corse barrate. La stazione si distingue inoltre per la sua forma allungata, estendendosi per circa 200 metri lungo il tracciato ferroviario.

## Servizi
La stazione disporrà di:
- Biglietteria automatica
- Scale mobili
- Accessibilità per portatori di handicap
- Stazione video sorvegliata

## Interscambi
La stazione disporrà di:
- Fermata autobus e tram di passaggio